# Louis Leakey
Louis Seymour Bazett Leakey (1903-1972) là nhà khảo cổ học người Anh. Ông cùng người vợ Mary khám phá ra hóa thạch của Homo habilis ở Olduvai Gorge, Tanzania trong các năm 1961-1964. Họ đã cùng nhau ghi tên mình vào lịch sử. Cùng làm việc với nhau khi trong các đoàn thám hiểm hay khai quật, đứng tên chung khi công bố các công trình nghiên cứu về loài người, và đã chứng minh giả thuyết: con người tiến hóa ở châu Phi.

## Cuộc đời và sự nghiệp
Sinh ra từ gia đình truyền giáo Anh ở Đông Phi, cậu bé Leakey đã trải qua tuổi trẻ của mình với người Kikuyu của Kenya. Cậu bé sinh ra được bao bọc, nuôi nấng bởi dân làng thuộc vùng đất xa lạ này. Vì thế, dù bố mẹ là người Anh chính gốc, nhưng cậu vẫn hay nhận mình có dòng máu Kikuyu. Năm lên 11 tuổi, cậu được tham gia vào các nghi lễ huyền bí và ban sơ của bộ lạc, và còn được vào hội Makanda. Bố mẹ thu xếp cho cho cậu và hai chị, một em trai học gia sư, dù vậy phần lớn thời thiếu niên, Leakey không qua trường lớp nào. Cậu học tiếng Kikuyu, học bắn tên, săn bắt. Về sau, Louis tự nhận mọi ý kiến sáng suốt đột xuất trên nẻo đường khoa học xuất phát từ nên giáo dục ban sơ này.

### Khám phá châu Phi cổ đại
Moị thứ bắt đầu từ cuốn truyện thiếu nhi người anh họ đưa dịp Giáng sinh. Đó là cuốn "Những ngày tiền sử" kể lại cuộc phiêu lưu của một anh chàng trẻ trong thời kì Đồ Đá. Cuốn truyện có minh họa về những người đàn ông tiền sử và công cụ họ chế tạo ra. Được cuốn truyện truyền cảm hứng, Louis bắt đầu sưu tầm mỗi lần một ít các mảnh đá đen được mài nhẵn ở mương rãnh bị xói mòn gần nhà. Mặc dù bị cha mẹ và chị trêu chọc về sở thích ngớ ngẩn của mình, Louis không bao giờ thôi nhặt mấy mảnh đá ấy.

Cậu mang khoe bộ sưu tập của mình cho nhà khoa học duy nhất cậu biết là Arthur Loveridge, người phụ trách một Bảo tàng Lịch sử Tự nhiên ở Nairobi, gần nơi họ ở. Sau khi xem xét kĩ càng, Loveridge nói với cậu rằng: có một số "chắc chắn là công cụ thời Đồ Đá" và giải thích với cậu rằng thời Đồ Đá châu Phi vẫn đang là một bí ẩn. Những lời kể của Loveridge đã làm cậu bé mất ăn mất ngủ. Thế giới của cậu sẽ thay đổi hoàn toàn. Từ đấy trở đi, những cuộc tìm kiếm sẽ theo cậu đến suốt đời. Khi chỉ 13 tuổi, cậu đã viết:
Tôi đã khắc sâu vào tâm trí mình rằng tôi quyết sẽ đi tìm cho đến tận khi chúng ta hiểu rõ về thời Đồ Đá châu Phi
Ngoài ra, ông còn phối hợp với Paul Arnold Casey Jr. để nhân giống loài mèo vân hoa California. Bức xúc trước nạn săn trộm loài báo đốm, nhất là sau khi nhìn thấy hình chụp những con báo bị săn trộm, Leakey đã đề nghị Casey nhân giống một nòi mèo có hình dạng giống như báo đốm, như vậy khi con người trở nên yêu thích loài mèo đốm này thì họ sẽ phát sinh tình cảm với loài báo đốm có diện mạo na ná như vậy. Thế là mèo vân hoa California ra đời.. Leakey còn khuyến khích Dian Fossey trong thời gian bà nghiên cứu ở núi rừng Rwanda.